# مدري بحري
مدري بحري (بالتغرينيا: ምድሪ ባሕሪ) كان كيانًا سياسيًا شبه موحّد في القرون الوسطى في القرن الأفريقي. المعروف أيضا باسم مأراب (ميراب) كان يقع في إريتريا في العصر الحديث، كان يحكمها في بعض الأحيان من قبل البحري نيجوس (وتسمى أيضا البحري البحري أو بحر نيجاش) واستمر من القرن الحادي عشر إلى الاحتلال الإثيوبي في عام 1879. نجا العديد من التهديدات مثل غزو الإمام غران والتوسع في البحر الأحمر العثماني، وإن كان مدري بحري قد فقد قدرته على الوصول إلى البحر الأحمر بسبب هذا الأخير. العلاقة بين الإمبراطورية الإثيوبية في الجنوب تختلف من وقت لآخر، وتتراوح بين الاستقلال إلى الروافد وضمها بحكم الأمر الواقع. في البداية كان سكن بحر نغاش في ديبروا، ولكن خلال القرن السابع عشر، تم نقله إلى قرية تسازيغا بسبب سيطرة العشيرة نفسها على المملكة.

## التاريخ
أصول ومضطربة القرن السادس عشر بعد إمبراطورية أكسومايت، عُرفت المنطقة من المرتفعات الإريترية إلى البحر الأحمر باسم ميكيلي بحر («بين البحار / الأنهار»، أي الأرض الواقعة بين البحر الأحمر ونهر مِرب). وقد أعيدت تسميتها لاحقًا على أنها نطاق بحر نيجاش («حاكم البحر»)، وميدري بحري («أرض البحر»، و«أرض البحر» في تيغرينيا، على الرغم من أنها شملت بعض المناطق مثل شيري على الجانب الآخر من ميرب، اليوم في إثيوبيا). المرة الأولى التي يظهر فيها لقب بحر نقاش في عهد الإمبراطور زارا يعقوب (حكم من 1433 إلى 1468)، والذي ربما قدّم هذا المنصب. يشرح وقائعه كيف أنه بذل الكثير من الجهد لزيادة سلطة هذا المنصب، ووضع بحر نياش فوق رؤساء محليين آخرين وجعله في نهاية المطاف ملكاً لإقليم يغطي منطقة شاير، وهي منطقة تقع جنوب نهر مارب في ما يعرف الآن بإثيوبيا، حماسان وبور، التي امتدت من المرتفعات الشمالية الشرقية إلى خليج زولا. من أجل تعزيز الوجود الإمبراطوري في مدري بحري، أنشأت زارا يعقوب أيضا مستعمرة عسكرية تتكون من محاربي مايا من جنوب عالمه.
في 1520s، تم وصف مدري البحري من قبل الرحالة والكاهن البرتغالي فرانسيسكو ألفاريس. يحمل بحر نياجش الحالي اسم دوري ويقيم في ديباروا، وهي بلدة تقع على الحافة الشمالية جداً من المرتفعات. كان دوري عمًا للإمبراطور ليبنا دينجيل، الذي أشاد به. كانت هذه التحية مدفوعة تقليديًا بالخيول والأقمشة المستوردة والسجاد. قيل أن دوري كان يتمتع بقوة ونفوذاً كبيرين، حيث وصلت مملكته إلى أقصى شمال سواكن، بالإضافة إلى أنه كان أيضًا مؤيدًا للمسيحية، حيث قام بإهداء الكنائس كل ما تحتاج إليه. وبحلول وقت زيارة ألفاريس، كان دوري متورطا في الحرب ضد بعض النوبيين بعد أن قتل الأخير ابنه. كان النوبيون معروفين باسم اللصوص وكانوا عمومًا يتمتعون بسمعة سيئة. وقد نشأت في مكان ما بعد خمسة إلى ستة أيام من مدري البحري، وربما تاكا (مقاطعة تاريخية سميت بعد جبل تاكا بالقرب من كسلا الحديثة).
قاتل بحر النغاسي («ملوك البحار») بالتناوب مع أو ضد الحكام والسلام المسلم في عدال اعتمادًا على الظروف الجيوسياسية. وهكذا كان المدري البحري جزءًا من المقاومة المسيحية ضد الإمام أحمد بن إبراهيم الغازي من قوات عدال، لكنه انضم لاحقًا إلى الولايات العدلية والجبهة العثمانية أمام الحبشة عام 1572. وفي القرن السادس عشر، بدأ العثمانيون أيضًا في شق طريقهم إلى الأحمر. منطقة البحر. وأصبحت الأراضي مقاطعة عثمانية أو شبة تسمى حابش إياليت. كانت مساوا العاصمة الأولى للمقاطعة الجديدة. عندما أصبحت المدينة ذات أهمية اقتصادية ثانوية، انتقلت العاصمة الإدارية بسرعة عبر البحر الأحمر إلى جدة. وظل مقرها هناك من نهاية القرن السادس عشر إلى أوائل القرن التاسع عشر، حيث كانت المدينة المنورة مؤقتًا بمثابة عاصمة في القرن الثامن عشر. احتل الأتراك لفترة وجيزة أجزاء المرتفعات في باهارناغاش في 1559 وانسحبوا بعد أن واجهوا مقاومة وتمت إعادتهم من قبل قوات بهرنيجاش والمرتفعات. في عام 1578 حاولوا التوسع في المرتفعات بمساعدة بحر نيغوس يشاق الذي غير تحالفاته بسبب صراع على السلطة، وبحلول عام 1589، اضطروا مرة أخرى على ما يبدو لسحب قواتهم إلى الساحل. بعد أن تخلى العثمانيون عن طموحاتهم لترسيخ أنفسهم على المرتفعات وبقوا في الأراضي المنخفضة حتى غادروا المنطقة بحلول عام 1872.
بعد وفاة يهزق، انتخب الإمبراطور سارسا دينجل ولاية بحر نقاش الجديدة ودمج هذا المنصب مؤقتًا مع ولاية تيغراي. في 1587، هاجم العثمانيون المرتفعات مرة أخرى، فتحوا ديبروا وهزموا الحاكم الحالي / بحر نيجاش، ديجازماخ داهينونو. بعد ذلك حاولوا عبور مأرب، لكن أثناء قيامهم بذلك، تعرضوا لكمين من قبل قائد محلي اسمه أكبا مايكل، ومنحته بعد ذلك سرسا دينجيل مع مكتب بحر نيجاش. في نهاية المطاف، استعاد الجيش الإمبراطوري ديبروا وقتل الباشا التركي الحالي، بينما قتل أكبا مايكل ويد عزوم، الذي كان العثمانيون قد عينوه في بحر نغاش. بعد ذلك، تخلى العثمانيون عن طموحاتهم لغزو الأراضي المرتفعة إلى الأبد.
من القرن 17 إلى 1890 ربما تحتوي هذه المقالة أو القسم على توليف لمواد لا يمكن ذكرها أو ربطها بالموضوع الرئيسي. يمكن الاطلاع على المناقشة ذات الصلة على صفحة النقاش. (فبراير 2018) (تعرف على كيفية ووقت إزالة رسالة القالب هذه) ذكر الرحالة الإسكتلندي جيمس بروس في عام 1770 أن مدري بحري كان كيانًا سياسيًا متميزًا عن الحبشة، مشيرًا إلى أن المنطقتين كانتا في صراع دائم. احتلت المملكة في نهاية المطاف في عام 1879، عندما سيطرت راس العلا على المنطقة وسجنت وولدمايكل سليمان، آخر بحر نيجاش. نظمت العلا، حاكمة لمرب ميلاش تحت سيادة الإمبراطورية الإثيوبية، المقاومة ضد الإندونيسيين المتعثرين المطردين، وفي النهاية هزمتهم في دوغالي في عام 1887. تم إرسال ولدماكول سليمان إلى سجن أمبا سلامة مع ابنه مسفين وابنه. في القانون كافال جوفار. ومع ذلك، استمر Kaffal، صهر Woldemichael Solomon في التمرد ضد الإمبراطورية الإثيوبية من خلال انحيازه إلى الإيطاليين في عام 1885. في عام 1888، حاول Woldemichael Solomon حث صهره على جلب الإيطاليين إلى المرتفعات. بحلول عام 1889، أُجبرت ألولا على التراجع إلى تيغراي والمنطقة التي كانت في يوم من الأيام مملكة ملكري بحري سقطت على الإيطاليين، الذين أعلنوا أنها جزء من إريتريا الإيطالية في عام 1890.

## جغرافية
باهتا هاغوس كانت مدري بحري في مرتفعات إريتريا. كانت مناطق آكيلي جوزاي وحسّان وسراي المناطق / المقاطعات الرئيسية في المملكة. بلغة تيغرينيا «مدري باهري» تعني «أرض البحر» في إشارة إلى البحر الأحمر الذي تمتلكه إريتريا ساحل طويل من هذا البحر. كان لهذه المملكة حدود إلى الجنوب مع منطقة تيغراي، وهي مقاطعة للإمبراطورية الإثيوبية المعروفة أيضًا باسم الحبشة.

## التركيبة السكانية
كان مدري بحري يتألف من المجموعات العرقية الحديثة التالية: شعب التيغرينية، شعب ساهو، شعب تيغري. وشعوب أخرى.